# Georgi Stoichkov
Georgi Stoichkov (tiếng Bulgaria: Георги Стоичков; sinh 27 tháng 5 năm 1994) là một cầu thủ bóng đá Bulgaria thi đấu ở vị trí tiền vệ cho Septemvri Sofia.